# Krasni Poluóstrov
Krasni Poluóstrov (en rus: Красный Полуостров) és un poble de l'óblast de Saràtov, a Rússia, segons el cens del 2010 tenia 209 habitants. Pertany al districte municipal d'Arkadak.